# Onchopristis
Onchopristis foi um gênero gigante de peixe-serra que viveu no período Cretáceo Superior nos arredores do Norte da África. Ele teve um longo focinho em forma de pá, revestido em ambos os lados com dentes em forma de gancho farpado. 

## Cultura popular
No primeiro episódio da série de documentários Planet Dinosaur, o Onchopristis foi retratado sendo um anádromo, que vivia no mar e migrou até os rios para se reproduzir, como um salmão moderno. Ao mesmo tempo, torna-se vulnerável a dinossauros comedores de peixes, como o Spinosaurus.